# Biuro prasowe
Biuro prasowe – jednostka organizacyjna, którą wyodrębnia się celowo w ramach danej organizacji (firmy, instytucji), która ogniskuje w sobie relacje medialne jakie prowadzi ten podmiot. 
W biurze prasowym zatrudnione są zwykle osoby będące specjalistami w zakresie działań ukierunkowanych na prowadzenie i utrzymywanie relacji z mediami, w tym rzecznik prasowy, który jednocześnie może być osobą zarządzającą tą jednostką. W ramach działań komunikacyjnych biura prasowe zajmują się: przygotowaniem materiałów dla mediów (komunikatów prasowych, informacji, sprostowań, oświadczeń), organizowaniem konferencji prasowych, opracowywaniem materiałów w ramach zarządzania sytuacją kryzysową, np. Q&A, czy wzorcowych oświadczeń. Biura prasowe przygotowują również raporty z monitoringu mediów, rekomendują przy tym sposób reakcji na niekorzystne informacje ukazujące się w mediach na temat danego podmiotu. Biura prasowe mogą prowadzić również prace badawcze, analityczne, ale również biały wywiad na temat konkurencji. Biuro prasowe może być również nazywane wydziałem prasowym. Współcześnie biura prasowe, dla kompleksowej realizacji zadań public relations przybierają formę nie tylko fizyczną, ale także wirtualną.